# Hygrotus masculinus
Hygrotus masculinus är en skalbaggsart som först beskrevs av George Robert Crotch 1874.  Hygrotus masculinus ingår i släktet Hygrotus och familjen dykare. Inga underarter finns listade i Catalogue of Life.